# Mogiel
Mogiel (dodatkowa nazwa w j. kaszub. Mòdźél; niem. Mogiel, dawniej Modziel) – kolonia kaszubska na zachodnim krańcu Zaborskiego Parku Krajobrazowego w Polsce na Równinie Charzykowskiej w rejonie Kaszub zwanym Gochami, położona w województwie pomorskim, w powiecie bytowskim, w gminie Lipnica nad południowym brzegiem Jeziora Księżego.
W latach 1975–1998 miejscowość należała administracyjnie do województwa słupskiego.